# 마차부자리 델타
마차부자리 델타는 겨울철 별자리인 마차부자리의 델타 별이다. 이 별의 남쪽에 마차부자리 델타 유성우의 복사점이 있다. 태양보다 11배 큰 반지름을 가지고 있는 거성이다.